# История Южной Америки
История Южной Америки может быть условно разделена на три этапа. Первый — это период становления, расцвета и упадка автохтонных цивилизаций (инки и др.). Второй — это эпоха европейского завоевания (Конкиста) и колониализма 1500—1800 гг., когда большая часть континента находилась в зависимости от двух европейских стран (Испания и Португалия). Третий — период после получения независимости.

## Доколумбовы цивилизации
Полагают, что предки индейцев и эскимосов переселились в Америку ок. 15 тыс. лет назад из Северо-Восточной Азии через область Берингова моря и Берингова пролива (Берингия). Уровень культуры первых переселенцев соответствовал позднепалеолитической и
мезолитической культурам Старого Света. Расселение индейцев по обоим континентам и освоение ими новых земель тянулось многие тысячелетия. Исследование Y-хромосомной гарлогруппы Q предполагает, что заселение Южной Америки началось до 18 тыс. лет назад.
До европейской колонизации (началась в XVI веке) большинство племен Северной и Южной Америки находилось на различных стадиях общиннородового строя: у одних господствовал материнский род (ирокезы, мускоги, хопи, многие племена бассейна р. Амазонка и др.), у других формировался отцовский род (племена северо-запада и юго-запада Северной Америки, многие племена Южной Америки). Часть народов стояла на различных стадиях перехода от родового к классовому обществу. Индейцы Центральной и Южной Америки (ацтеки, майя, инки) жили уже классовыми обществами.

## Колонизация Южной Америки европейцами
В 1498 году экспедиция Колумба, до этого открывшая острова Вест-Индии, достигла дельты реки Ориноко (совр. Венесуэла). В 1499 году другой путешественник Алонсо де Охеда вместе с Америго Веспуччи достиг Суринама и вдоль американского побережья переместился к Венесуэле. В 1500 году португальский мореплаватель Кабрал достиг берегов Бразилии (Terra da Vera Cruz). В 1509 году Алонсо де Охеда исследовал карибское побережье современной Колумбии. Тогда же было основано первое испанское поселение в Южной Америке Сан-Себастьян. В 1513 году сподвижник Охеды Нуньес де Бальбоа пересек Панамский перешеек и достиг Тихого океана. От местных жителей он узнал о богатой стране на юге, что стимулировало дальнейшие открытия. В 1516 году путешественник Хуан Диас де Солис достигает берегов современной Аргентины.
В 1529 году испанский король учреждает на южноамериканской земле губернаторство Новая Кастилия. Колонисты создают асьенды, к которым прикрепляются индейцы на правах крепостных (Энкомьенда). В 1532 году Франциско Писарро завоевал государство Инков, располагавшееся на территории современного Перу. В том же году португальцы основывают свое первое бразильское поселение Сан-Винсенти, в португальской Бразилии территория распределяется между феодальными капитанствами. Появляются бандейранты, которые расширяют пределы португальских владений в Бразилии и обращают индейцев в рабов для работы на фазендах. В 1535 году Писсаро закладывает город Лима, столицу испанских владений в Южной Америке. В 1536 году Педро де Мендоса, незадолго до этого назначенный губернатором Новой Андалуcии, основывает город Буэнос-Айрес. В Южной Америке учреждается католическая Архиепархия Куско. В 1542 году испанские губернаторства в Южной Америке реорганизуются в Вице-королевство Перу. Для решения судебных тяжб учреждаются аудиенсии. Первым испанским вице-королем стал Бласко Нуньес Вела. В 1551 году в Лиме на базе монастырской школы доминиканцев создается Университет Сан-Маркос.
В 1555 году французские гугеноты предприняли безуспешную попытку создать колонию в Рио-де-Жанейро. В 1587 году появляются Иезуитские миссии на землях индейцев чикитос (Боливия). В середине XVIII века вспыхивает Война гуарани, которая приводит к запрещению ордена иезуитов.

## Война за независимость

### Предпосылки
Война была вызвана недовольством широких слоёв населения политикой метрополии: широкими запретами, дискриминацией, высокими налогами, тормозившими экономическое развитие колоний. Началу войны способствовало также пробуждение национального самосознания, влияние войны за независимость США, Великой французской революции, восстания рабов в Сан-Доминго (1791—1803).
Элитой колоний были чиновники, генералы и офицеры, присланные из Испании, которые с презрением относились к потомкам более ранних выходцев из Испании — креолам. Их не допускали к высшим административным должностям.
Креолы возмущались тем, что испанские власти запрещали колониям торговать с другими странами, что позволяло испанским торговцам завышать цены на свои товары. Великобритания хотела добиться от Испании свободы для своей торговли в её колониях. Поэтому креолы надеялись на её поддержку в борьбе с испанскими властями.
Среди участников освободительного движения существовали разные интересы и направления. Во главе освободительного движения встали офицеры из креолов-дворян. Однако самой радикальной силой освободительного движения были крестьяне и ремесленники, происходившие из индейцев и метисов, которые хотели освободиться от гнета помещиков и ростовщиков, стать собственниками своей земли, а также негры-рабы, которые рассчитывали получить свободу.
Толчком к началу войны послужили события в Испании в 1808, последовавшие за вторжением войск Наполеона и приведшие к зависимости страны от Франции.
В 1809 произошли волнения в Чукисаке (ныне Сукре), Ла-Пасе и других районах Верхнего Перу (ныне Боливия), в Кито, возник антииспанский заговор в Вальядолиде (ныне Морелия, Мексика). Хотя восставшие нигде не достигли успеха, ситуация в колониях резко обострилась. Вести о поражении испанских войск в метрополии (начало 1810) и оккупации большей части страны французами явились сигналом к вооружённым выступлениям в испанской Америке.

### Венесуэльская республика

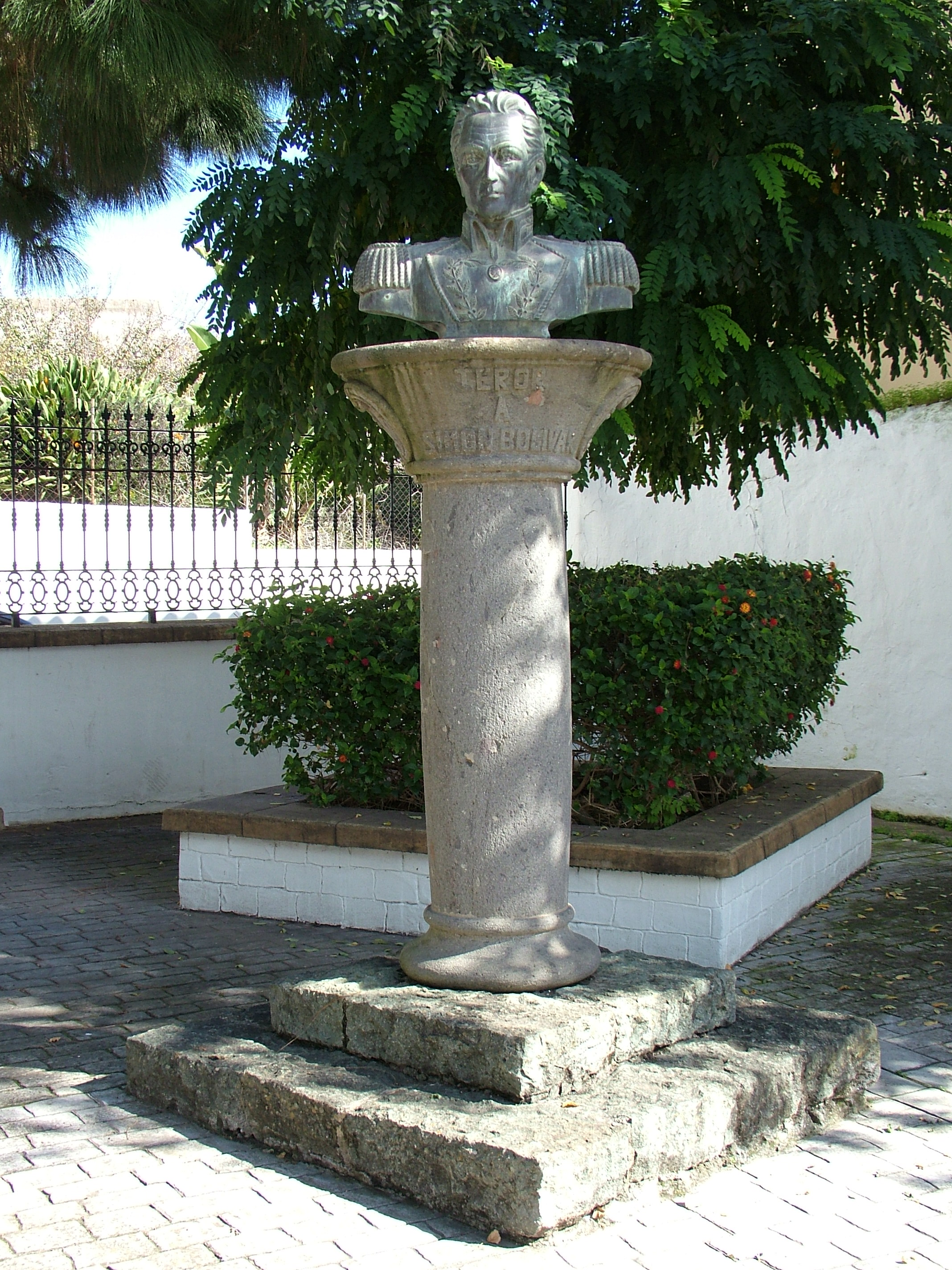
Бюст Боливара в Гран-Канариа

Боливар принял активное участие в свержении испанского господства в Венесуэле (19 апреля 1810 г.) и провозглашении её независимой республикой (5 июля 1811 г.). В том же году Боливар был послан революционной хунтой (народным собранием) в Лондон искать поддержки у британского правительства. Последнее, однако, предпочло сохранять нейтралитет. Боливар оставил в Лондоне агента Луи Лопеса Мендеса для заключения соглашения от имени Венесуэлы о займе и вербовке солдат и вернулся обратно с транспортом оружия…
Вскоре испанский генерал Монтеверде обратился за содействием к полудиким обитателям венесуэльских степей-«льяносов» — воинственным льянерос. Во главе иррегулярных формирований льянерос был поставлен астуриец Хосе Томас Бовес, по прозвищу «Бовес-Крикун»… Война приняла чрезвычайно жестокий характер. Боливар решил ответить тем же, приказав истребить всех пленников. После разгрома армии Боливара испанскими войсками, он в 1812 году обосновался в Новой Гранаде (ныне Колумбия), где написал «Манифест из Картахены», а в начале 1813-го вернулся на родину. В августе 1813 года его войска заняли Каракас. Муниципалитет Каракаса торжественно провозгласил Боливара — «Освободителем Венесуэлы» (El Libertador). Была создана II Венесуэльская республика, во главе с Боливаром. Национальный Конгресс Венесуэлы подтвердил присвоенное ему звание Освободителя. Однако, не решившись провести реформы в интересах народных низов, он не сумел заручиться их поддержкой и в 1814-м потерпел поражение. 6 июля 1814 года теснимая испанскими войсками армия Симона Боливара была принуждена покинуть столицу… Вынужденный искать убежище на Ямайке, Боливар в сентябре 1815-го опубликовал там открытое письмо, где выражал уверенность в скором освобождении Испанской Америки.

### Образование Колумбии
Осознав наконец необходимость освобождения рабов и решения других социальных проблем, Боливар убедил президента Гаити А. Петиона оказать повстанцам военную помощь и в декабре 1816 года высадился на побережье Венесуэлы. Отмена рабства (1816) и изданный в 1817-м декрет о наделении солдат освободительной армии землёй позволили ему расширить социальную базу. На сторону Симона Боливара перешли отряды льянерос, у которых после смерти Бовеса (1814 год) появился новый лидер — Хосе Антонио Паэс, сам коренной льянеро…
После неудачной попытки собрать вокруг себя всех предводителей революции, чтобы действовать по общему плану, Боливар, при помощи голландского негоцианта Бриона, в мае 1817 года овладел Ангостурой и поднял против Испании всю Гвиану. Затем Боливар приказал арестовать своих бывших сподвижников Пиара и Марино (первый был казнен 16 октября 1817 года). В феврале 1818 году, благодаря присылке из Лондона солдат-наёмников, ему удалось сформировать новую армию. Вслед за успешными действиями в Венесуэле, его войска в 1819-м освободили Новую Гранаду. В декабре 1819-го он был избран президентом провозглашённой Национальным конгрессом в Ангостуре (ныне Сьюдад-Боливар) республики Колумбии, куда вошли Венесуэла и Новая Гранада. В 1822 году колумбийцы изгнали испанские силы из провинции Кито (ныне Эквадор), которая присоединилась к Колумбии.

### Распад Колумбийской Федерации
По замыслу Боливара образовывались Южные Соединенные Штаты (Sur de Estados Unidos), в которые должны были войти Колумбия, Перу, Боливия, Ла-Плата и Чили. 22 июня 1826 года Боливар созвал в Панаме Конгресс из представителей всех этих государств, который, однако, вскоре распался. После провала Панамского Конгресса, Боливар в сердцах воскликнул: Я подобен тому сумасшедшему греку, который, сидя на утёсе, пытался командовать судами, проходившими мимо!..
Вскоре после того, как проект Боливара получил широкую известность, его начали обвинять в желании создать империю под своей властью, где он станет играть роль Наполеона. В Колумбии начались партийные раздоры. Часть депутатов, во главе с
генералом Паэсом, провозглашали автономию, другие хотели принять Боливийский кодекс.
Боливар быстро прибыл в Колумбию и, приняв на себя диктаторские полномочия, созвал 2 марта 1828 года в Оканье национальное собрание с целью обсуждения вопроса: «Должна ли быть преобразована конституция государства?» Конгресс не мог прийти к окончательному соглашению и после нескольких заседаний закрылся.
Тем временем перуанцы отвергли Боливийский кодекс и отняли у Боливара титул пожизненного президента. Лишившись власти в Перу и Боливии, Боливар 20 июня 1828 года вступил в Боготу, где учредил свою резиденцию в качестве правителя Колумбии. Но уже 25 сентября 1828-го федералисты ворвались в его дворец, убили часовых, сам Боливар спасся лишь чудом. Однако основная масса населения выступила на его стороне, и это позволило Боливару подавить мятеж, который возглавлял вице-президент Сантандер. Глава заговорщиков вначале был приговорен к смертной казни, а затем выслан из страны вместе с 70 своими сторонниками.
На следующий год анархия усилилась. 25 ноября 1829 года в самом Каракасе 486 знатных граждан провозгласили отделение Венесуэлы от Колумбии.

### Провозглашение независимости Бразилии

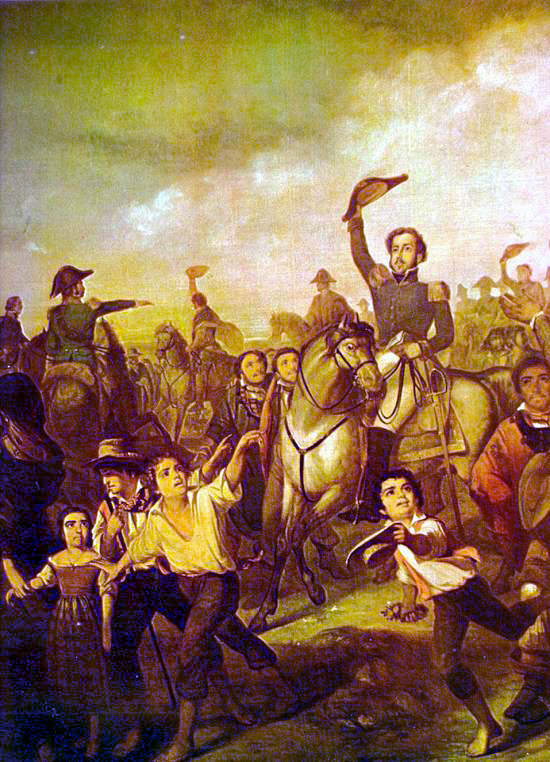
Провозглашение независимости Бразилии, работа Р. Моро (1844)

Независимость португальских владений в Южной Америке была получена намного более бескровным путём, чем в случае испанских колоний.
В 1808 году, когда армия Наполеона начала войну против Португалии, было принято решение перевезти короля и его двор в Рио-де-Жанейро, где они оставались до 1821 года. В этом переезде прямое участие приняло британское правительство. Оно воспользовалось тяжёлым положением Португалии и, имея намерение получить ещё большие привилегии в торговле, дало необходимые для переезда королевской семье корабли.
Дон Жуан VI перенёс в Рио-де-Жанейро португальские государственные учреждения, основал королевскую библиотеку, военную академию, медицинские и правовые школы. Своим декретом 16 декабря 1815 года он дал всем португальским владениям статус Объединённого королевства Португалии, Бразилии и Альгарвы, таким образом делая Бразилию равной Португалии.
В 1811, воспользовавшись нестабильностью в районе Ла-Платы во время национально-освободительного движения в Испанской Америке, Жуан направил войска в Восточную полосу (ныне Уругвай), однако благодаря британскому посредничеству 26 мая 1812 года был подписан трактат Эррера — Рэйдмэйкера. В соответствии с третьей статьёй трактата португальские войска должны были покинуть «испанскую территорию».
Но в 1816 г. Жуан снова послал войска в Восточную полосу и захватил её в 1817.
В 1821 году король Жуан VI был вынужден поддаться политическому давлению Португалии и вернуться в Лиссабон, оставив в Рио своего наследника Педро и наделив его титулом вице-короля регента.
В сентябре 1821 португальский парламент проголосовал за роспуск королевства Бразилии и королевских учреждений в Рио-де-Жанейро, тем самым подчинив все провинции Бразилии непосредственно Лиссабону. В то же время в Бразилию были отправлены военные части, а все бразильские военные единицы были переведены под португальское командование. Отказавшись выполнять приказ, 7 сентября 1822 года дон Педро провозгласил независимость Бразилии и 12 октября 1822 был коронован как её первый император Педру I.

## XX век

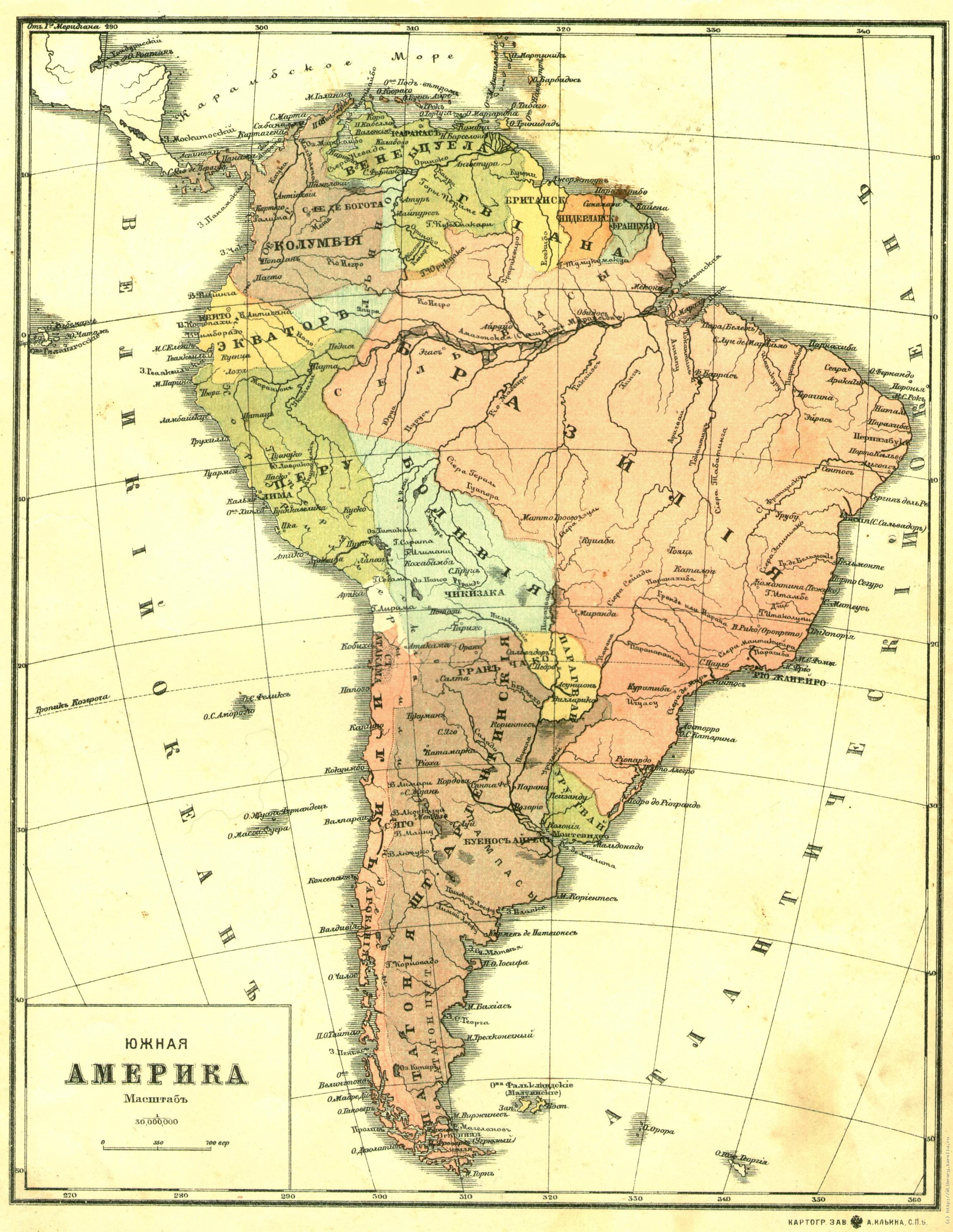
Политическая карта Южной Америки (1898 год)

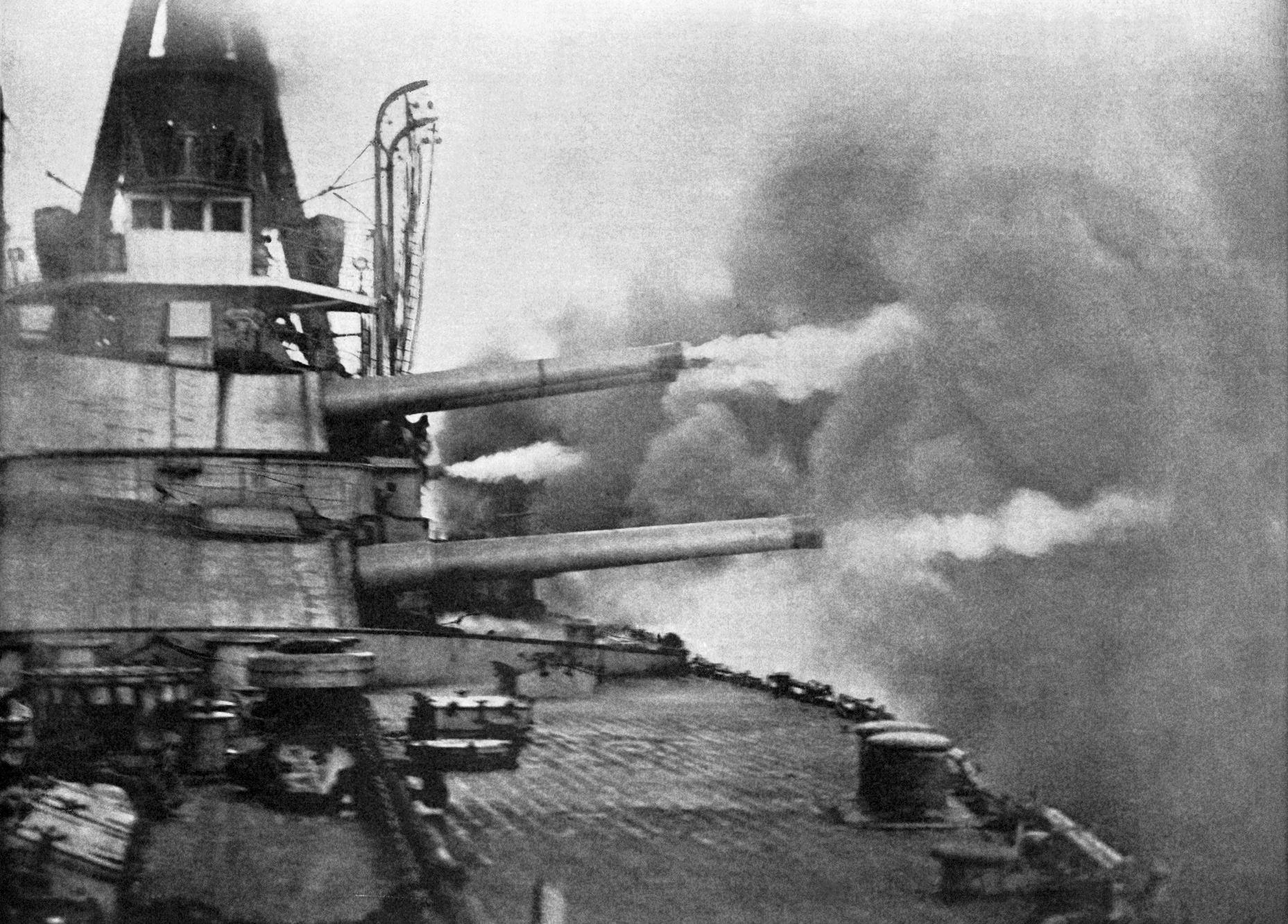
Бортовой залп бразильского дредноута «Минас Жерайс» во время испытаний орудий главного калибра, около 1909 года. Постройка этого корабля спровоцировала начало южноамериканской «дредноутной гонки»

Начало двадцатого века в Южной Америке ознаменовалось военно-морской гонкой вооружений между Аргентиной, Бразилией и Чили, начавшейся в 1907 году. Поводом к обострению военно-морского соперничества стал заказ Бразилией в Великобритании трёх дредноутов, которые на тот момент представляли собой новейший класс крупных надводных кораблей и обладали наибольшей огневой мощью. Аргентино-чилийская гонка вооружений (1887—1902 годы), совпавшая с падением бразильской монархии и общей нестабильностью в стране, поставила бразильский флот в положение, в котором он уступал соперникам и качественно, и по тоннажу. В 1904 году бразильские политики впервые поставили вопрос об усилении национального флота, преследуя общую цель вывести Бразилию в число мировых держав. В конце 1905 года были заказаны три броненосца, однако заказ был отменён в 1906 году, вскоре после того, как Великобритания построила ставший революционным «Дредноут». Вместо броненосцев на английских стапелях были заложены корпуса двух бразильских дредноутов типа «Минас Жерайс» с расчётом на постройку в будущем ещё одного.
Аргентина и Чили досрочно прекратили действие соглашения об ограничении морских вооружений, заключённого в 1902 году, и заказали по два корабля собственных типов: тип «Ривадавия» для Аргентины строили в США, чилийский тип «Альмиранте Латорре» — в Британии. Тем временем строительство третьего бразильского дредноута — «Рио-де-Жанейро» — было отменено в пользу ещё более мощного корабля. Проект последнего несколько раз пересматривался в ходе постройки, но уже после окончательного утверждения проекта в бразильском правительстве поняли, что новый корабль будет уступать появившимся к тому времени супердредноутам. Недостроенный «Рио-де-Жанейро» был выставлен на торги и вскоре продан Османской империи. Вместо него планировали построить на верфи Армстронга супердредноут «Риачуэло», однако начавшаяся вскоре Первая мировая война помешала осуществить этот план: британские судостроители прекратили работы по иностранным заказам, сосредоточив усилия на нуждах Королевского флота. Оба чилийских дредноута были выкуплены Великобританией и вошли в состав её военного флота. Два аргентинских корабля, строившиеся в нейтральных Соединённых Штатах, были переданы заказчику в 1915 году.
Первая мировая война положила конец южноамериканской дредноутной гонке.

### Диктатуры в Южной Америке
В 1912 году в Аргентине был принят закон о всеобщем избирательном праве при тайном голосовании; это была одна из важнейших политических реформ, когда-либо проводившихся в стране. Новый закон дал возможность партии большинства, радикалам, добиться избрания на пост президента своего лидера Иполито Иригойена. Во время его пребывания у власти (1916—1922) правительство уделяло большое внимание вопросам социального обеспечения и образования. Иригойен сумел отстоять нейтралитет Аргентины во время Первой мировой войны. После 6 лет (1922—1928) президентского правления другого радикала, доктора Марсело Торкуато де Альвеара, Иригойен был вновь избран в 1928 году.
Неспособность Иригойена управлять страной в условиях кризиса послужила предлогом для государственного переворота; в сентябре 1930 года президент был свергнут. Этот переворот был осуществлен совместными усилиями высших офицеров и гражданских лидеров Консервативной партии (сменившей название на Национально-демократическую), а также оппозиционного крыла радикалов, отделившегося от Радикальной партии. Правительство возглавил генерал Хосе Феликс Урибуру, сторонник авторитарной власти, который предпринял безуспешную попытку установить фашистскую диктатуру в интересах крупных корпораций.
В 1931 году противники Урибуру из числа военных вынудили генерала назначить выборы. Однако Радикальной партии было запрещено принимать в них участие, и основными соперниками правящей коалиции оказались выступившие совместно социалисты и прогрессивные демократы. Победу в 1932 году одержал генерал Агустин Педро Хусто, радикал, пользовавшийся поддержкой консерваторов. По истечении срока его полномочий, коалиция выдвинула на пост президента своего кандидата — Роберто Марселино Ортиса, а на пост вице-президента — консерватора Рамона Кастильо. В 1938 году было объявлено об их победе на выборах, несмотря на многочисленные сообщения о фальсификации результатов.

### Южная Америка во Второй мировой войне

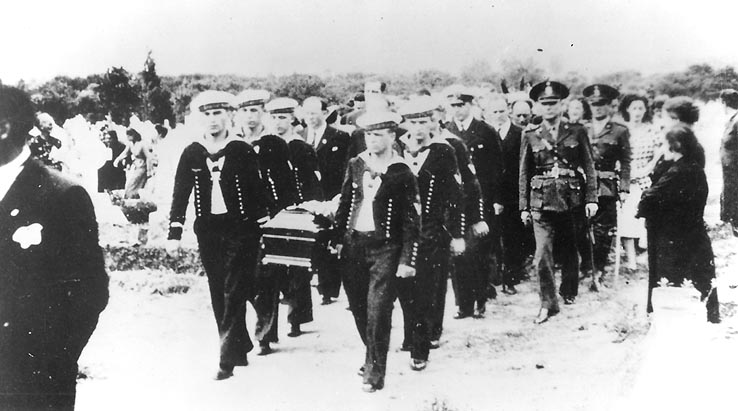
Похороны командира немецкого крейсера «Адмирал граф Шпее» Ганса Лангсдорфа в Буэнос-Айресе. 21 декабря 1939

С началом боевых действий в Европе, 4 сентября, Аргентина объявила о нейтралитете. Правящий президент — Роберто Мария Ортис, пришедший к власти путём подтасовки голосов на выборах, был сторонником антигитлеровской коалиции, но из-за оппозиции в армии не прерывал отношения со странами Оси. Однако блокировавший порты стран Оси англо-американский флот свёл на нет торговлю Аргентины с Европой. На складах начали скапливаться огромные запасы сельскохозяйственной продукции. Нарушилась торгово-экономическая жизнь в стране. Если до войны в порт столицы ежедневно заходило до 150 торговых судов, то уже в первые месяцы боевых действий эта цифра снизилась до 26 в неделю. В этих условиях Буэнос-Айрес начал ориентироваться на Вашингтон и Лондон. Кроме того, в течение 1939—1940 годов были заключены договоры со странами латиноамериканского региона, а также с Данией и Японией. Так, если в 1939 на долю латиноамериканских стран приходилось 21 % экспорта и 32 % импорта, то уже в 1945 эти показатели составляли 49 % и 61 % соответственно.

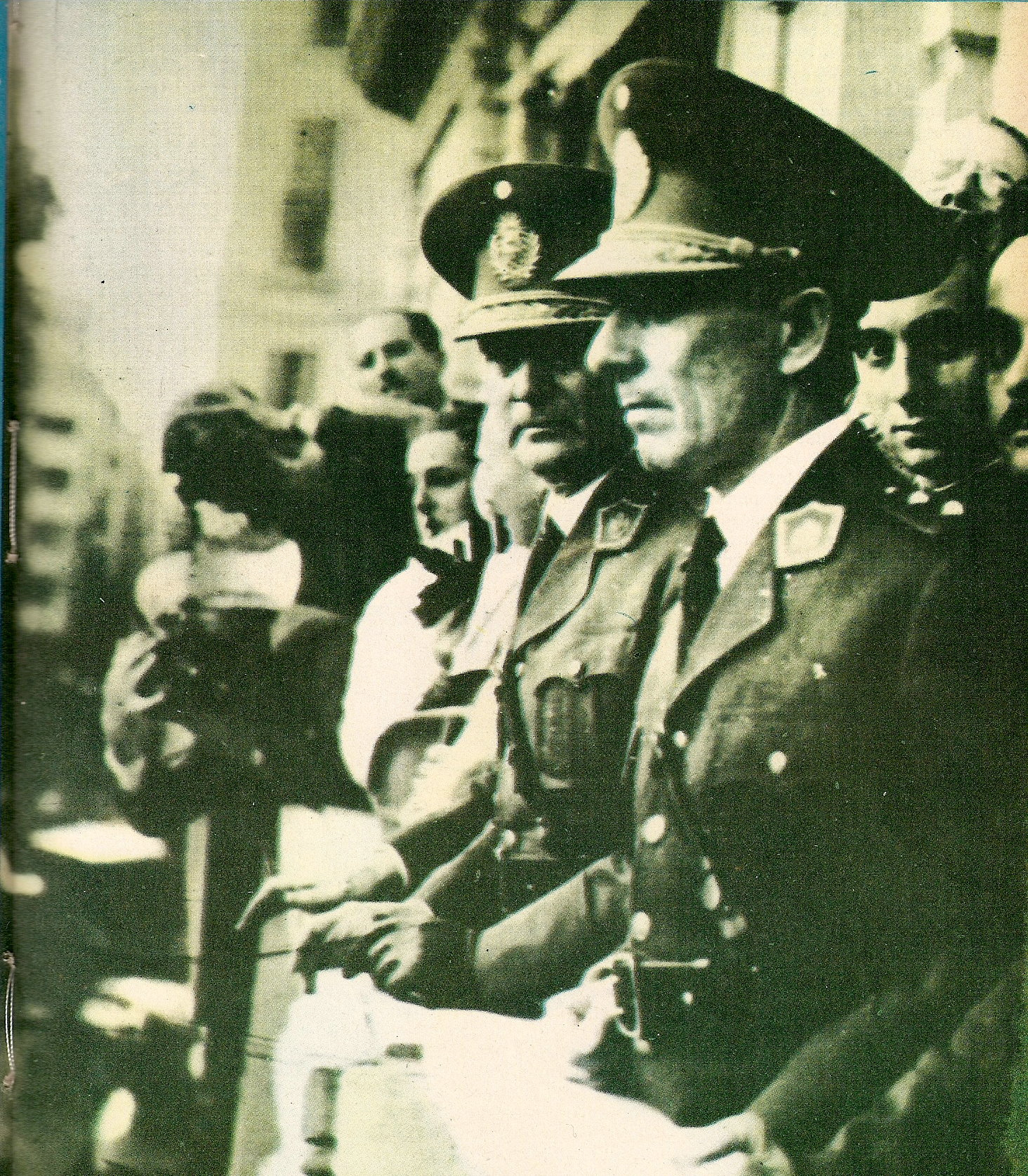
Артуро Роусон и Педро Рамирес на балконе президентского дворца Каса-Росада

Некоторому улучшению экономики способствовали нейтральная (до 1940) Италия и франкистская Испания, ставшие реэкспортёрами в торговообороте Аргентины и Германии, а также Португалия. После Пёрл-Харбора, когда открытая торговля с Японией стала объектом нападок со стороны стран антигитлеровской коалиции, суда с аргентинской продукцией направились в португальскую колонию Макао.
13 декабря 1939 года у берегов Аргентины, в заливе Ла-Плата, состоялось первое крупное морское сражение Второй мировой войны — бой немецкого тяжёлого крейсера «Адмирал граф Шпее» с британскими кораблями. После тяжёлого сражения, в котором английские корабли получили повреждения, карманный линкор ушёл в Монтевидео, а 17 декабря корабль по личному приказу Гитлера был взорван и затоплен в нейтральных водах с координатами 34°58′25″ ю. ш. 56°18′01″ з. д.. Экипаж во главе с командиром Гансом Лангсдорфом интернировался в Буэнос-Айресе, где 20 декабря Лангсдорф застрелился.
В 1940 году президент Ортис тяжело заболел, и главой государства де-факто стал вице-президент Рамон Кастильо. После Пёрл-Харбора Кастильо ввёл в стране осадное положение, сохранявшееся до конца войны. Историк британских спецслужб Е. Х. Кукридж утверждал в своей книге, что читал доклады Государственного департамента США о перехваченных сообщениях Кастильо в адрес Гитлера с просьбой прислать оружие и самолёты для вступления Аргентины в войну против США и Великобритании.
В это же время во Французской Гвиане местная администрация, несмотря на широкую поддержку местным населением Шарля де Голля, поддержала режим коллаборационистов. Но, в марте 1943 года эта администрация была смещена. Французская Гвиана присоединилась к движению Свободная Франция.
В январе 1942 в Рио-де-Жанейро состоялось совещание министров иностранных дел американских государств. Оно рекомендовало разорвать отношения со странами нацистского блока и прекратить все торговые связи с ними. Несмотря на давление США, Аргентина, при поддержке британцев, отказалась выполнять эту рекомендацию. В июне 1942 Ортис ушёл в отставку по болезни и умер месяц спустя.

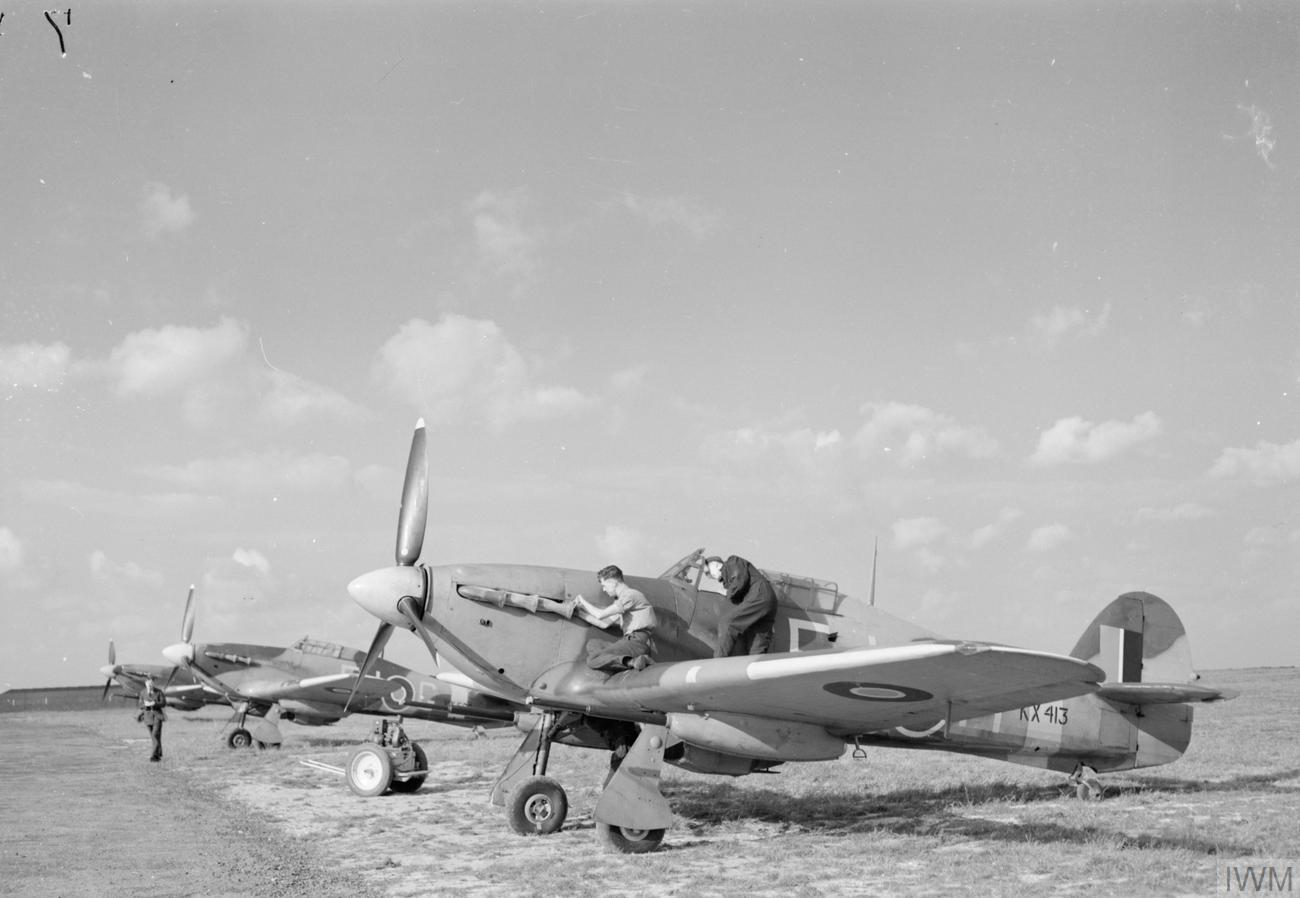
«Харрикейн» 164-й эскадрильи

Аргентинские добровольцы участвовали в боевых действиях по обе стороны фронта. Наиболее известными из воевавших за антигитлеровскую коалицию были Морин Данлоп (англ. Maureen Dunlop) и Кеннет Чарни (англ. Kenneth Charney). Морин, уроженка Кильмеса, служила во вспомогательных лётных частях ATA (англ. Air Transport Auxiliary) — перегоняла самолёты к местам боевых действий. Стала широко известна благодаря фотографии её у самолёта Fairey Barracuda, опубликованной в журнале Picture Post. После войны вернулась в Аргентину. Кеннет Чарни, также уроженец Кильмеса, за бои в небе над Мальтой получил прозвище «Чёрный рыцарь Мальты». На его счету 18 побед.
Ещё до официального вступления в войну около 600 аргентинских добровольцев, главным образом англо-аргентинского происхождения, присоединились к британским и канадским ВВС. Из их числа была сформирована в королевских ВВС 164-я эскадрилья. В 1944 это подразделение участвовало в операции по высадке союзников в Нормандии. В дальнейшем, в составе 21-й армейской группы участвовало в боях на севере Франции и в Бельгии.
Бразилия участвовала во Второй мировой войне на стороне Антигитлеровской коалиции с 22 августа 1942 до конца войны. Бразилия — единственная страна Южной Америки, принявшая участие в военных действиях, несмотря на то, что все государства континента рано или поздно вступили в войну.
Когда началась Вторая мировая война 1939—1945, правительство Варгаса в Бразилии не могло оставаться равнодушным. Под давлением народных масс, обеспокоенных вражескими манёврами немецких кораблей около побережья Бразилии, президент был вынужден отойти от политики нейтралитета. В августе 1942 года Варгас объявил войну странам Оси. Бразилия снарядила 25-тысячный экспедиционный корпус, который вместе с 5-й Американской армией сражался в Италии. Бразилия была единственной латиноамериканской страной, которая отправила своих солдат на войну в Европу.

### После Второй мировой войны
Вашингтонский консенсус был сформулирован английским экономистом Джоном Уильямсоном в 1989 году как свод правил экономической политики для стран Латинской Америки. Документ имел целью обозначить отход этих стран от командной модели экономического развития 1960—1970-х годов и принятие ими принципов экономической политики, общих для большинства развитых государств. Речь шла о принципах, которые, по мнению Уильямсона, отражали общую позицию администрации США, главных международных финансовых организаций — МВФ и Всемирного банка, а также ведущих американских аналитических центров. Их штаб-квартиры находились в Вашингтоне — отсюда и термин «Вашингтонский консенсус».
«Пришла эра тэтчеризма и рейганизма, когда сфера государственного вмешательства в экономику стала сокращаться, началась приватизация», — отмечал проф. Ху Аньган.
Особую роль в его судьбе сыграли бурные события в Восточной Европе и на постсоветском пространстве, совпавшие по времени с публикацией доклада Уильямсона. Задачи, возникавшие в процессе трансформации плановых экономик в рыночные, реформаторам и их вашингтонским консультантам показались созвучными с теми, которые был призван решать Вашингтонский консенсус.
В апреле 2011 г. Доминик Стросс-Кан, глава МВФ, выступил с заявлением, что «Вашингтонский консенсус» «с его упрощенными экономическими представлениями и рецептами рухнул во время кризиса мировой экономики и остался позади».